# Successi e inediti
Successi e inediti è una raccolta del cantante italiano Gianni Celeste, pubblicata nel 2004.
L'album, oltre a contenere 8 vecchi successi riarrangiati, contiene 4 inediti.

## Tracce
1. La prima donna
2. Nuvola nera
3. Maschilista
4. Nun avè paura
5. Insopportabile
6. Io te voglio
7. Voglio stà tutta 'a notte cu tte
8. Tu me a perdunà
9. L'amante no
10. Senza 'na ragione
11. Nun ne pozze cchiù
12. Ciao ciao